# C/1995 Y1 (Hyakutake)
C/1995 Y1 (Hyakutake) (japanische Aussprache [çakɯ̥take]) ist ein Komet, der im Jahr 1995 und 1996 nur mit optischen Hilfsmitteln beobachtet werden konnte.

## Entdeckung und Beobachtung
Der Komet wurde am Morgen des 26. Dezember 1995 (Ortszeit) von dem japanischen Amateurastronomen Yūji Hyakutake aus Hayato bei Aira mit einem starken 25×150-Fernglas entdeckt. Er beschrieb ihn als „diffus“. Es war seine erste Kometenentdeckung, aber nur 5 Wochen später sollte er etwa 4° von derselben Stelle entfernt den sich zum „Großen Kometen“ entwickelnden C/1996 B2 (Hyakutake) entdecken, der seinen Namen auf der ganzen Welt bekannt machen würde.
Bereits einen Tag nach Hyakutakes Beobachtung konnte seine Entdeckung von mehreren Beobachtern in Japan bestätigt werden. Zum Zeitpunkt seiner Entdeckung war der Komet noch etwa 1,4 AE von der Sonne und 1,8 AE von der Erde entfernt und bewegte sich im Bereich der Umlaufbahn des Mars weiter auf die Sonne zu.
In Europa konnte der Komet erst Mitte Januar 1996 erstmals beobachtet werden, am 18. Januar wurde seine Helligkeit auf etwa 9 mag geschätzt. Bis Ende Februar um die Zeit seiner größten Annäherung an die Sonne erreichte er eine maximale Helligkeit von etwa 8 mag. Ende April lag sie noch bei 10 mag. Kurz darauf muss die Aktivität des Kometen drastisch abgenommen haben, so dass seine Helligkeit Anfang Juni nur noch bei 16 mag lag. Die letzte Beobachtung gelang am Fred-Lawrence-Whipple-Observatorium in Arizona am 21. September bei einer Helligkeit von etwa 19 mag.

## Wissenschaftliche Auswertung
Am Lowell-Observatorium in Arizona wurden am 9. Februar 1996 photometrische Untersuchungen des Kometen durchgeführt. Aus den Messergebnissen wurden Produktionsraten von OH, CN, C2 und Staub abgeleitet. Nach dem Erscheinen des zweiten nach Hyakutake benannten, wesentlich helleren Kometen konzentrierten sich ab Februar 1996 alle Forschungen weitgehend auf diesen.
In einer Untersuchung von 2011 wurden nach einem neuartigen Verfahren aus den photometrischen Helligkeiten, den Parametern für die nicht-gravitativen Kräfte auf den Kometen und der Produktionsrate von Wasser für die Masse des Kometen ein Wert von etwa 2,5∙1012 kg abgeleitet. Mit einer angenommenen mittleren Dichte ergab sich daraus ein Radius des Kometenkerns von etwa 1,14 km.

## Umlaufbahn
Für den Kometen konnte aus 259 Beobachtungsdaten über einen Zeitraum von fast 9 Monaten eine hyperbolische Umlaufbahn bestimmt werden, die um rund 54° gegen die Ekliptik geneigt ist. Die Bahn des Kometen verläuft damit steil angestellt zu den Bahnebenen der Planeten. Im sonnennächsten Punkt (Perihel), den der Komet am 24. Februar 1996 durchlaufen hat, war er etwa 157,8 Mio. km von der Sonne entfernt und befand sich damit etwas außerhalb des Bereichs der Umlaufbahn der Erde. Der Komet bewegte sich auf einer Bahn, die zu keinen nennenswerten Annäherungen an die inneren Planeten führte. Am 7. Dezember 1995 passierte er (2) Pallas in etwa 1,1 AE und am 6. Januar 1996 (4) Vesta in etwa 1,0 AE Abstand. Die größte Nähe zur Erde erreichte er am 15. Februar 1996 mit etwa 185,1 Mio. km (1,24 AE).
In einer Untersuchung von 2004 zeigte M. Królikowska, dass eine wesentlich bessere Übereinstimmung mit den Beobachtungsdaten erreicht wird, wenn zusätzlich zu einer rein-gravitativen Bahnberechnung für den Kometen (wie sie in der JPL Small-Body Database angegeben ist) auch nicht-gravitative Kräfte berücksichtigt werden. Die Berücksichtigung noch weiterer Effekte brachte aber keine gravierende Verbesserung der Genauigkeit, so dass keine der Berechnungsmethoden präferiert werden konnte. Nach der Berechnungsmethode mit dem kleinsten Fehler (Modell „n5“) hatte die Bahn des Kometen lange vor seiner Passage des inneren Sonnensystems noch eine Exzentrizität von etwa 1,000052 und der Komet war nach diesem Modell definitiv „dynamisch neu“. Nach einem nicht-gravitativen Modell mit geringfügig größerem Fehler (Modell „m5“) hätte die Exzentrizität aber bei 0,999941 gelegen und der Komet wäre definitiv „dynamisch alt“ gewesen, also bereits mindestens einmal in Sonnennähe. Durch die Anziehungskraft der Planeten, insbesondere bei zwei relativ nahen Vorbeigängen am Jupiter am 27. März 1996 in etwa 4 ⅔ AE und am 12. April 1998 in etwa 5 ½ AE Abstand, sowie bei einer engen Annäherung an Saturn am 28. Mai 1998 bis auf etwa 171 Mio. km (1,14 AE), wurde seine Bahnexzentrizität nach Modell „n5“ auf etwa 0,99933 und seine Große Halbachse auf etwa 1560 AE verringert, so dass seine Umlaufzeit in der Größenordnung von 60.000 Jahren liegt. Alle genannten Werte besitzen allerdings eine hohe Unsicherheit.